# Citrus x clementina
La clementina es un fruto cítrico híbrido, proveniente de la hibridación entre mandarina y naranja dulce, a excepción de las españolas que provienen de su hibridación con la naranja amarga, de donde proviene ese característico sabor agrio, pero a la vez dulce así como mayor resistencia a enfermedades de los críticos.

## Historia
La historia tradicional dice que el origen de las clementinas fue una hibridación accidental descubierta por el Padre Clément Rodier a finales del siglo XIX en el jardín de su orfanato en Misserghin, Argelia. Sin embargo, hay otros autores que opinan que se originó en China mucho antes. James Saunt comenta: "Algunas autoridades creen que es virtualmente idéntica a la variedad conocida como Mandarina de Cantón extensamente cultivada en las provincias chinas de Guangxi y Cantón."
Otras clasificaciones establecen a las clementinas como mandarinas sin semillas, debido al hecho de ser fruta híbrida.

## Características
El fruto de las clementinas es un hesperidio. El fruto es oval y pequeño, con una piel lisa y brillante de color naranja intenso. Se pela fácilmente y una vez hecho, se puede separar fácilmente en jugosos gajos en número de ocho a catorce. El fruto no contiene normalmente semillas, lo cual es una característica muy apreciada.
En algunos países no se diferencian las clementinas de las mandarinas: en alemán se le denomina normalmente "Mandarine". Sin embargo no debe ser confundido con frutas similares como la popular satsuma, que es otro nombre de la japonesa mikan.
Este tipo de cítrico se introdujo en California para su cultivo en 1914, aunque ya se había cultivado experimentalmente desde 1909 en el Citrus Research Center de la Universidad de California, Riverside. Las clementinas se han cultivado tradicionalmente en Marruecos y España, habiendo estado en el comercio de Europa desde hace muchos años. en Estados Unidos se creó un mercado para este tipo de fruta, cuando el frío invierno de 1997 en Florida arrasó las plantaciones de naranja, incrementando el precio de estas y disminuyendo su disponibilidad. Las clementinas de California están en el mercado desde mediados de noviembre hasta finales de enero, por ello en ciertas zonas de allí se las conoce como "naranjas de Navidad".
Las clementinas pierden su característica de ser frutos sin semillas cuando las abejas fertilizan sus flores con polen de otras especies de cítricos próximas. Por ello es frecuente que haya disputas entre cultivadores de clementinas y apicultores que tengan sus abejas en las inmediaciones de las fincas.

## Antioxidantes
Como en todos los cítricos, el limoneno es uno de los principales componentes de los aceites de las clementinas. Otros constituyentes son; linalol, α-terpineol, α-pineno, β-pineno y myrcene.